# ブラームスの小径

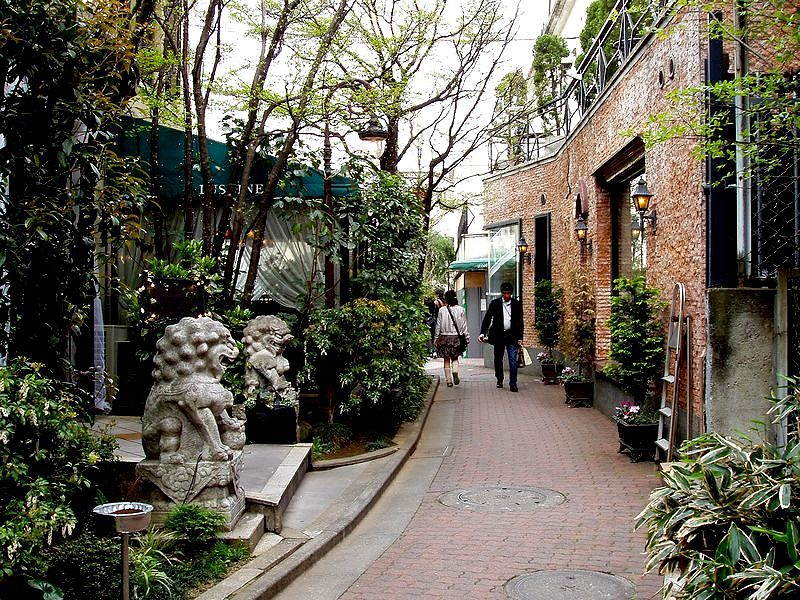
ブラームスの小径2008年4月

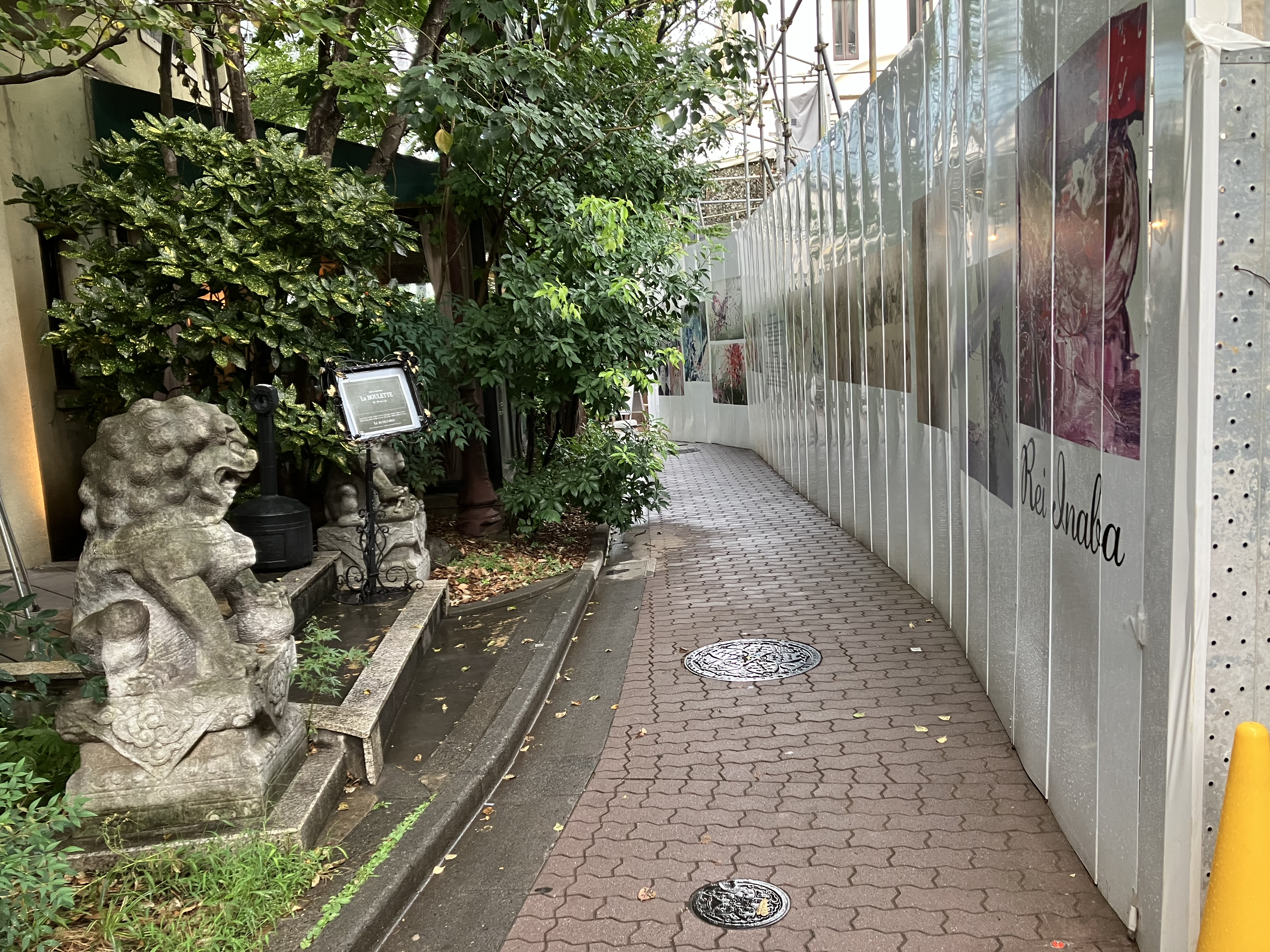
ブラームスの小径2024年8月

ブラームスの小径（ブラームスのこみち）は、東京都渋谷区神宮前あるいは原宿にある竹下通りと平行に走る通りである。
1960年代半ばに暗渠化された小径で、時間の経過とともに独特の雰囲気を持つ場所として発展し、レンガ調の石畳や建物、緑が広がる様子は、ヨーロッパの町並みを思わせる情緒ある空間を作り出している。

## 歴史
1960年代、この場所には明治神宮の「清正井（きよまさのいど）」から菖蒲田、南池を経て、渋谷川につながる小川が流れていた。周囲の水田を潤す灌漑用水として利用され、近所の子どもたちの格好の遊び場でもあった。その小川を東京オリンピックの頃に下水道管とともに埋め立て、暗渠となり、現在「ブラームスの小径」と名づけられた幅およそ2メートル、全長150メートルの細い通りの姿になった。
1976年頃に洋館が建設され「ブラームスの小径」と名付けられた。洋館建設当時は、飲食店の営業許可が取れなかったため、サロンとして使用されていた。その後1996年頃に、飲食店の営業許可が下り、フレンチレストラン「Jardin de LUSEINE（ジャルダン・ド・ルセーヌ）」として営業。
2016年から、フレンチレストラン「La BOULETTE（ラ・ブーレット）」として営業されており、周辺のアンティークなセレクトショップや、レストラン、カフェなどと共に、情緒ある雰囲気の原宿の隠れた観光スポットとなっている。

## 名称
ブラームスの小径は、フランソワーズ・サガンの小説『ブラームスはお好き』に由来し、フランソワーズ・サガンと小径に面した洋館レストラン「Jardin de LUSEINE（ジャルダン・ド・ルセーヌ）」の初代オーナーが名付けた。オーナーによると「ゴロが良かった」からとのこと。二人をつないだのは翻訳者の朝吹登水子と言われている。
レストランの前には、名称の大元の由来であるドイツの作曲家ヨハネス・ブラームスの胸像が置かれている。

## 周辺
竹下通りと平行しており、フォンテーヌ通り、モーツァルト通りを経由し明治通りに接続する。
渋谷区景観計画では、渋谷区を象徴する景観の一つとして「歩行者が主役の道路沿道に住商が共存する景観」を挙げており、その具体例として原宿駅からブラームスの小径を抜け、旧渋谷川遊歩道を経て渋谷駅へと至る街並みを紹介している。
2020年6月に開業した新複合施設「ウィズ原宿(WITH HARAJUKU)」の施設内を通ることで、竹下通りを経由せずに原宿駅側から直接ブラームスの小径へアクセスすることが可能となった。
最寄駅はJR山手線の原宿駅、東京メトロ千代田線・副都心線の明治神宮前駅、東京メトロ半蔵門線・銀座線の表参道駅。
「日本国内はもとより今や世界中から人が集まるカワイイ文化の発信地原宿竹下通り」と称し、ファッションアイテムや雑貨、スイーツなどのお店が集まる竹下通りと対照的に、洋館「ルセーヌ館」で営業するフレンチレストランや石畳が醸し出す雰囲気から、原宿の穴場と称される。

## 言及等
バリー・アイスラーはジョン・レイン・シリーズの2作目『雨の影』（2004年）において、主人公ジョン・レインが原宿を気に入っている理由として、「竹下通りのような人だらけの猥雑な路地と、優雅なティーハウスやアンティークショップが並ぶブラームスの小径が隣り合って存在している街は、東京くらいのものだろう」と綴っている。
原宿で生まれ育った家城定子は『原宿の思い出』（2002年）において、子どもの頃に竹下通りの辺りに流れていた小川では子どもたちが魚捕りをしていたが、今では暗渠になってブラームスの小径と呼ばれていると述べ、「そこ（ブラームスの小径）を歩むたびに、子どもの頃のせせらぎが聞こえてくるようです」と綴っている。
2021年に公開された映画『ボクたちはみんな大人になれなかった』は渋谷や原宿が舞台となっているが、主演の森山未來は映画公開時のインタビューで「1996年頃に舞台稽古のために上京した際、ブラームスの小径にあったお抹茶屋さんに母親とよく行った」と語っている。
ビブラフォン弾き語りシンガーソングライターである森岡万貴の４枚目のアルバムとなる『合わせ鏡』（2017年）の1曲目に「ブラームスの小径」がある。